# Zjasjkiv
Zjasjkiv (ukrainsk: Жашків ukrainsk udtale: [ˈʒɑʃkiu̯]) er en by i Uman rajon, Tjerkasy oblast (provins) i Ukraine. Den er hjemsted for administrationen af Zjasjkiv urban hromada, en af Ukraines hromadaer.
Byen har 13.853 (2018) indbyggere.

## Administrativ status
Zjasjkiv fik status som by i 1956. Indtil den 18. juli 2020 fungerede Zjasjkiv som administrativt center for Zjasjkiv rajon. Rajonen blev afskaffet i juli 2020 som led i den administrative reform af Ukraine, der reducerede antallet af raioner i Tjerkasy oblast til fire. Området i Zjasjkiv rajon blev slået sammen med Uman rajon.

## Historie
Den første omtale af Zjasjkiv blev fundet i dokumenter fra begyndelsen af det 17. århundrede, byen blev officielt nævnt den 16. oktober (efter den gamle tidsregning) i 1636 - en rapport om, at der ved sammenløbet af Kozina Rudka-floden og Rava Zhashkivska-floden, over Skybyn-dæmningen, blev anlagt en bebyggelse. Navnet "Zhashkiv" findes også på Guillaume Lavasseur De Beauplan's kort. På det tidspunkt tilhørte det Ostrozkis Tetiv-ejendomme.

### I begyndelsen af det 20. århundrede
I 1917 blev Zjasjkiv en del af den nyoprettede Ukrainske Folkerepublik.
Den første besættelse af det kommunistiske Moskva i februar-marts 1918 påvirkede ikke Zjasjkiv ret meget.
Efter Hetman-kuppet og begyndelsen af Hetman-regeringens og de tyske besætteres undertrykkelse af bønderne ankom en partisanenhed fra Zjasjkiv den 8. juni 1918 til det nærliggende Stryzhavka for at deltage i oprøret mod Hetman-regeringen og de tyske besættere.
Den anden besættelse af det kommunistiske Moskva, som Zjasjkiv var i marts 1919, forårsagede en aktiv oprørsbevægelse der, der var rettet mod den.
Fra 1922 har Zjasjkiv en del af USSR.
Siden september 1931 har byen haft en lokal avis.